# Sterling Archer
Sterling Malory Archer es un personaje ficticio de la serie de televisión animada para adultos estadounidense Archer, que se emitió en la red de cable básica FX de 2009 a 2017 y actualmente se transmite en la red hermana FXX. Creado originalmente por Adam Reed como protagonista principal en dicha serie, Sterling es interpretado por H. Jon Benjamin. Se esperaba que Reed desempeñara el papel en el piloto original del programa, pero se reformuló porque los productores consideraron que su voz no era adecuada para el diálogo del personaje. Sterling debutó en el primer episodio de Archer, «Mole Hunt», el 17 de septiembre de 2009.
Inspirado por James Bond, Sterling aparece en las primeras temporadas de Archer como el agente secreto narcisista y mujeriego del Servicio Secreto Internacional de Inteligencia (ISIS), un servicio de inteligencia ficticio basado en Nueva York encabezado por su madre Malory (Jessica Walter). Su narcisismo, agudo sentido del humor y relaciones complejas con sus compañeros sirven como aspectos importantes de su personaje. Los años siguientes de Archer ven a Sterling asumir diferentes ocupaciones y personajes a medida que el programa experimenta con nuevas ideas, arcos de personajes y narraciones autónomas.
La caracterización de Sterling por parte de Archer y la actuación del personaje de Benjamin han sido bien recibidos por los medios. Benjamin ha recibido numerosos elogios, incluida una nominación al premio Primetime Emmy y una nominación al premio Annie, por sus logros sobresalientes en interpretación de voz.

## Historia

### Primeros años
Sterling Malory Archer nació en Reggie's Bar en Tánger, en el norte de Marruecos, África, cuando su madre, Malory Archer, nació de Woodhouse. Woodhouse le entregó a Malory un cascabel hecho de plata esterlina para el bebé. A Malory le gustaba el nombre de Sterling y decidió nombrarlo así. Woodhouse sugirió que su segundo nombre sea "Reginald", después del Capitán Reginald Thistleton (un amigo fallecido de Woodhouse que sirvió en la Primera Guerra Mundial, con quien Woodhouse puede o no haberse enamorado), pero Malory decidió que Reginald sonaba "demasiado gay" y en su lugar lo nombró a ella misma. Malory le ofreció a Woodhouse el trabajo de cuidar a Archer. Woodhouse cambió su bar por un bote, navegó con Malory y Sterling hacia Lisboa, llevó a Malory a una casa segura de OSS, vendió el bote y utilizó el dinero para llevar a Sterling de regreso a los Estados Unidos.
Pasó hasta 15 años en un internado, a pesar de que la escolarización en Estados Unidos demoró 13 años. Su afición era el lacrosse y los flashbacks han indicado que tenía pocos o ningún amigo. A los 18 años, era considerado el jugador de lacrosse más reclutado en Estados Unidos, aunque un incidente con un acosador enloquecido le costó tanto su carrera de lacrosse como una posible beca para la Universidad Johns Hopkins (aunque está implícito que esto no tendría sucedió de todos modos debido a sus pobres puntajes SAT). Una foto de Archer muestra que se graduó de la Universidad de Georgetown, lo que implica que es al menos lo suficientemente inteligente como para recibir una licenciatura en una especialización desconocida (aunque, según su madre, no terminó la universidad). Como adulto joven, Archer idolatraba a Burt Reynolds, a menudo vistiéndose como él y viendo sus películas continuamente.

### Actualidad
Al crecer, Archer intentó unirse al ejército, pero falló. En cambio, comenzó a trabajar como espía en la agencia de su madre, ISIS, ascendiendo rápidamente como su principal espía gracias a su habilidad genuina y al trato preferencial de su madre. Archer tiene el nombre en código, menos que masculino, de "Duquesa" (tomado del amado sabueso afgano de su madre, aunque Malory lo niega) y tuvo una relación intermitente con su compañera Lana Kane durante varios años, lo que hace que su trabajo ambiente tenue y difícil. Archer desarrolló una genuina amistad con Lucas Troy (quien, sin saberlo, estaba enamorado de Archer), pero rompieron su amistad cuando Troy dejó de trabajar para ODIN. Troy violó en secreto a Archer mientras estaba en una misión para tocar en una embajada cubana. Esto no saldría a la luz hasta la confesión del lecho de muerte de Lucas muchos años después. Se desconoce si el resto del grupo, aparte de Lana y Cyril, como estuvieron presentes para la confesión, es consciente de esto.

## Personalidad
Archer es extremadamente narcisista, insensible, enloquecido por el sexo y absorto en sí mismo. Él se enfoca constantemente en sí mismo y en sus propias necesidades y deseos. Él se cree arrogantemente para entender cualquier situación mejor que sus colegas, y obstinadamente se niega a admitir cuando se demuestra que está equivocado. Incluso se esforzará al máximo para encubrir sus errores, particularmente cuando puedan incurrir en el desprecio de su madre.
Archer fue severamente intimidado cuando estaba en la escuela preparatoria, y sufre un grado de trastorno de estrés postraumático por la experiencia, mostrando vulnerabilidad cuando se enfrenta a sus ex matones, como Richard Stratton IV. Es probable que esto, junto con la crianza poco ideal de su madre, haya sido lo que lo haya llevado a ser un matón implacable en su vida posterior como forma de lidiar con su trauma. 
La relación de Sterling con Malory es muy desequilibrada. Mientras discute constantemente con ella, todavía ama y desea profundamente su aprobación y atención. Al mismo tiempo, desde que se convirtió en padre, ha reconocido lentamente cómo le ha afectado su pobre estilo de crianza. Ha venido a desafiar regularmente la opinión de Malory sobre cómo criar a Abbiejean, no le gustaba dejar a su bebé a su cuidado. Ser padre ha demostrado un lado cada vez más independiente de Archer, que ya no parece temer la ira de su madre y ha erosionado su reverencia hacia ella.